# Yolo
Yolo (wym. [ˈjoʊ.loʊ]) – jednostka osadnicza w Stanach Zjednoczonych, w stanie Kalifornia, w hrabstwie Yolo.